# جولیان سیمون
جولیان سیمون (انگلیسی: Julian Simon; ۱۲ فوریهٔ ۱۹۳۲ – ۸ فوریهٔ ۱۹۹۸) اقتصاددان، و استاد دانشگاه اهل ایالات متحده آمریکا بود. او از سال ۱۹۶۳تا ۱۹۸۳ استاد اقتصاد و مدیریت بازرگانی در دانشگاه ایلینویز بود. متعاقبا به دانشگاه مریلند نقل مکان کرد و تا پایان دوران تحصیلی خود در آنجا تدریس کرد.